# ماريون سيلفا فيرنانديز
ماريون سيلفا فيرنانديز (بالبرتغالية: Marion Silva Fernandes‏) (7 سبتمبر 1991 بتيكسيرا دي فريتاس في البرازيل - ) هو لاعب كرة قدم برازيلي في مركز الهجوم. لعب مع أتلتيكو مينييرو وإشتوريل برايا ونادي الشارقة ونادي جوينفيل ونادي فيلا نوفا وDemocrata Futebol Clube ‏ وIpatinga Futebol Clube ‏.

## روابط خارجية
- ماريون سيلفا فيرنانديز على موقع قاعدة بيانات كرة القدم.إي يو (الإنجليزية)
- ماريون سيلفا فيرنانديز على موقع Soccerway.com (الإنجليزية)
- ماريون سيلفا فيرنانديز على موقع عالم كرة القدم.نت (الإنجليزية)